# Houdreville
Houdreville est une commune française située dans le canton de Meine au Saintois, au cœur du pays du Saintois, dans le département de Meurthe-et-Moselle en région Grand Est.

## Géographie

### Localisation
Houdreville se situe à environ vingt-cinq kilomètres au sud de Nancy et à deux kilomètres au nord-est de Vézelise. Depuis 2013, la commune fait partie de la communauté de communes du Saintois. Le village est situé sur un plateau qui surplombe le vallon creusé par le Brénon, petit affluent du Madon. La majeure partie du territoire de la commune est occupée par des cultures avec notamment du colza, du blé et du maïs. L'élevage est aussi une composante importante de l'agriculture houdrevilloise (chevaux de selle et ardennais, bovins,...).

### Communes limitrophes
| Parey-Saint-Césaire | Houdelmont  | Autrey            |
| Hammeville          | Houdreville | Clérey-sur-Brenon |
| Vézelise            | Omelmont    |                   |

### Hydrographie
La commune est dans le bassin versant du Rhin au sein du bassin Rhin-Meuse. Elle est drainée par le Brenon, le ruisseau d'Athenay, le ruisseau de Gemoinveau et le ruisseau de Large Fontaine,.
Le Brénon, d'une longueur de 26 km, prend sa source dans la commune de Grimonviller et se jette  dans le Madon à Pulligny, après avoir traversé douze communes. Les caractéristiques hydrologiques du Brénon sont données par la station hydrologique située dans la commune. Le débit moyen mensuel est de 0,964 m3/s. Le débit moyen journalier maximum est de 27,3 m3/s, atteint lors de la crue du 9 juin 2021. Le débit instantané maximal est quant à lui de 34,1 m3/s, atteint le 6 mai 2024.

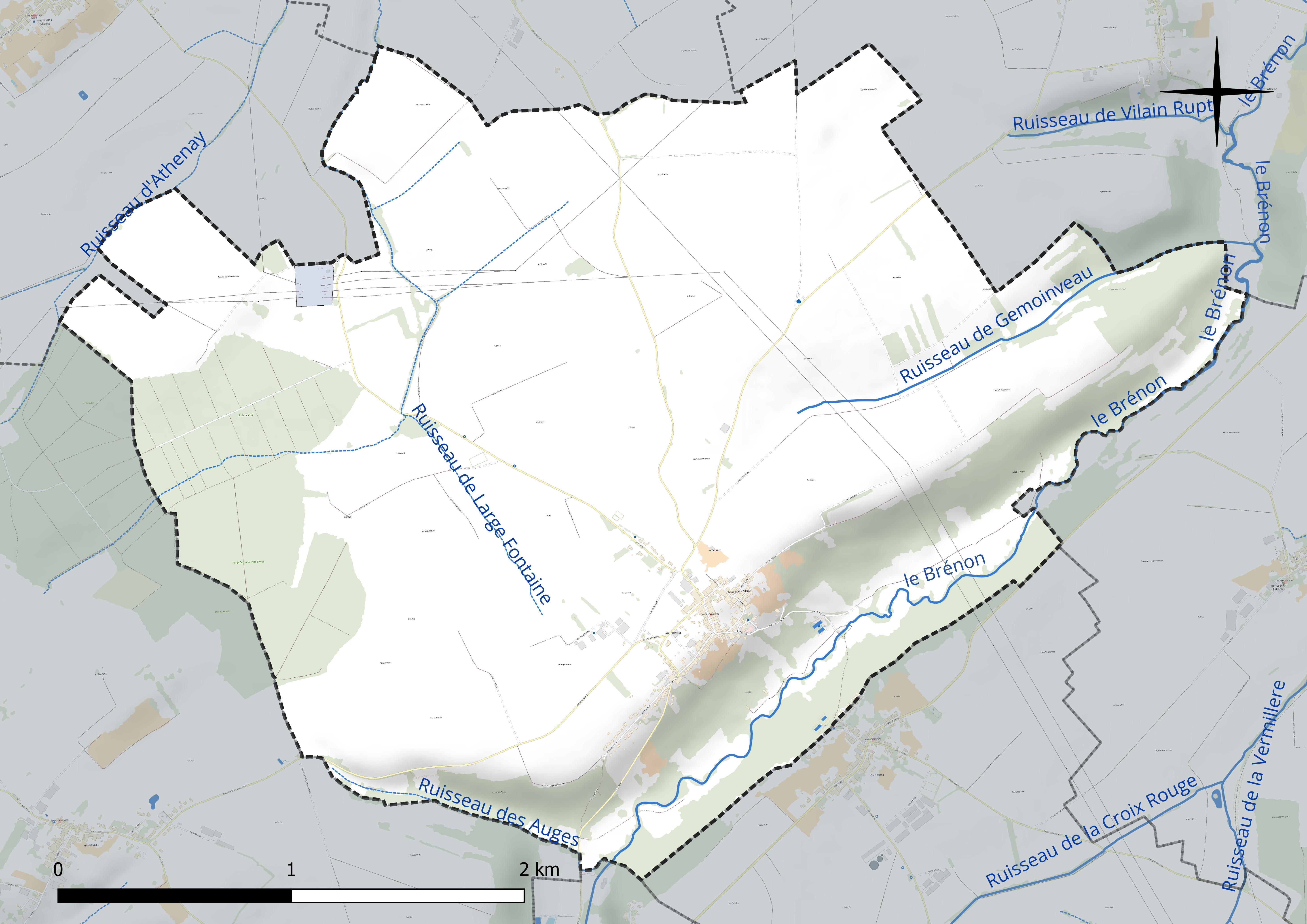
Réseau hydrographique d'Houdreville.

### Climat
Pour des articles plus généraux, voir Climat du Grand Est et Climat de Meurthe-et-Moselle.
En 2010, le climat de la commune est de type climat des marges montargnardes, selon une étude du Centre national de la recherche scientifique s'appuyant sur une série de données couvrant la période 1971-2000. En 2020, Météo-France publie une typologie des climats de la France métropolitaine dans laquelle la commune est exposée à un climat semi-continental et est dans la région climatique  Lorraine, plateau de Langres, Morvan, caractérisée par un hiver rude (1,5 °C), des vents modérés et des brouillards fréquents en automne et hiver. 
Pour la période 1971-2000, la température annuelle moyenne est de 9,4 °C, avec une amplitude thermique annuelle de 17 °C. Le cumul annuel moyen de précipitations est de 863 mm, avec 11,9 jours de précipitations en janvier et 10 jours en juillet. Pour la période 1991-2020, la température moyenne annuelle observée sur la station météorologique de Météo-France la plus proche, « Nancy-Ochey », dans la commune d'Ochey à 15 km à vol d'oiseau, est de 10,5 °C et le cumul annuel moyen de précipitations est de 810,4 mm. 
La température maximale relevée sur cette station est de 39,6 °C, atteinte le 25 juillet 2019 ; la température minimale est de −19,1 °C, atteinte le 12 janvier 1987,,. 
Les paramètres climatiques de la commune ont été estimés pour le milieu du siècle (2041-2070) selon différents scénarios d'émission de gaz à effet de serre à partir des nouvelles projections climatiques de référence DRIAS-2020. Ils sont consultables sur un site dédié publié par Météo-France en novembre 2022.

## Urbanisme

### Typologie
Au 1er janvier 2024, Houdreville est catégorisée commune rurale à habitat dispersé, selon la nouvelle grille communale de densité à sept niveaux définie par l'Insee en 2022.
Elle est située hors unité urbaine. Par ailleurs la commune fait partie de l'aire d'attraction de Nancy, dont elle est une commune de la couronne,. Cette aire, qui regroupe 353 communes, est catégorisée dans les aires de 200 000 à moins de 700 000 habitants,.

### Occupation des sols
L'occupation des sols de la commune, telle qu'elle ressort de la base de données européenne d’occupation biophysique des sols Corine Land Cover (CLC), est marquée par l'importance des territoires agricoles (75,9 % en 2018), une proportion identique à celle de 1990 (75,9 %). La répartition détaillée en 2018 est la suivante : terres arables (48,4 %), prairies (27,5 %), forêts (21,3 %), zones urbanisées (2,8 %). L'évolution de l’occupation des sols de la commune et de ses infrastructures peut être observée sur les différentes représentations cartographiques du territoire : la carte de Cassini (XVIIIe siècle), la carte d'état-major (1820-1866) et les cartes ou photos aériennes de l'IGN pour la période actuelle (1950 à aujourd'hui).

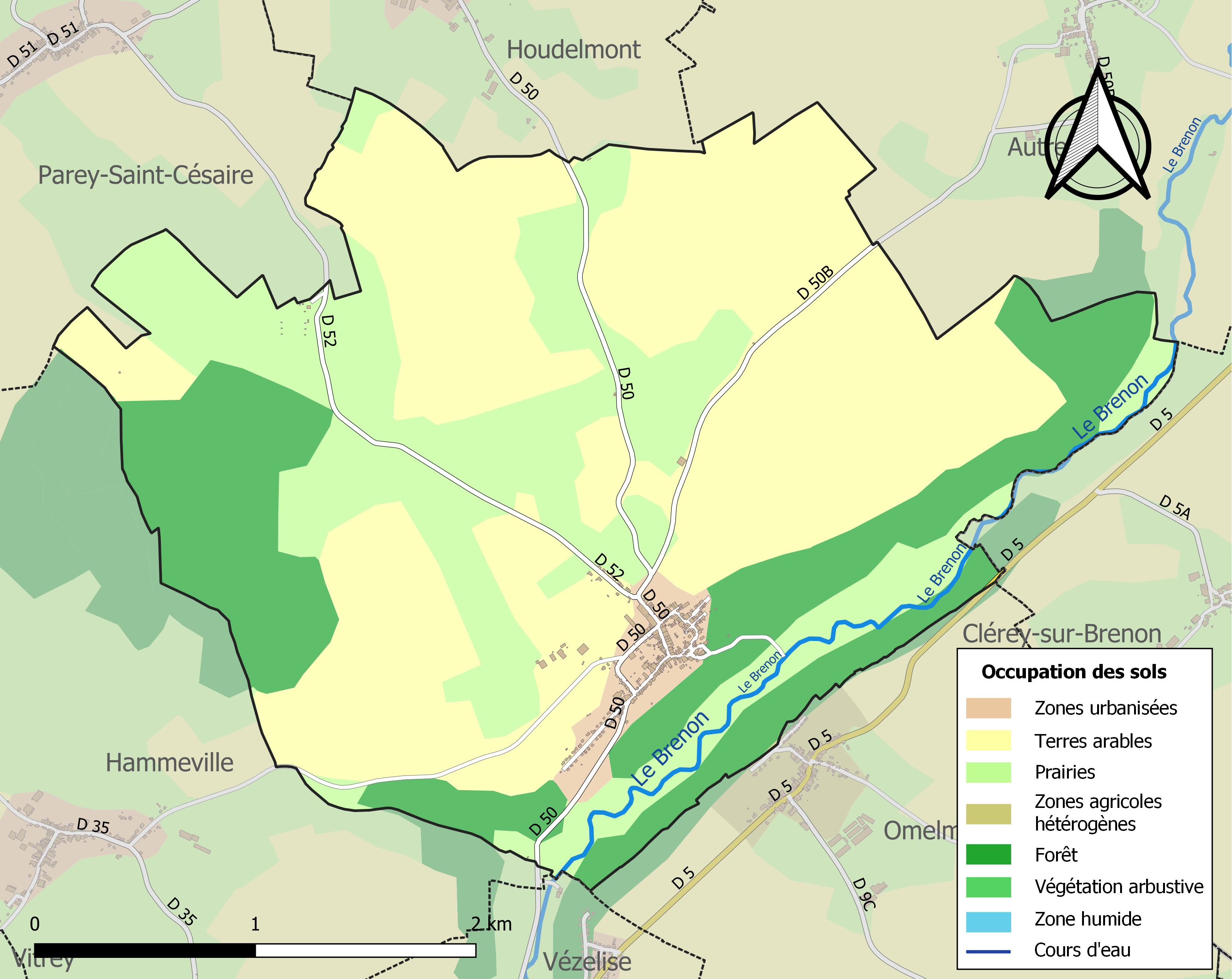
Carte des infrastructures et de l'occupation des sols de la commune en 2018 (CLC).

## Toponymie
Le nom de la localité est attesté sous la forme *Hul[d]radvilla [?] ; Houdrevilla en 1245,.
Il s'agit d'une formation toponymique médiévale en -ville, appellatif issu du gallo-roman VILLA « domaine rural » et qui a le sens de « domaine rural, grande ferme, village » au Moyen Âge. Le premier élément est généralement un nom de personne germanique, ce qui se vérifie ici. Il y a cependant hésitation sur l'identification exacte de cet anthroponyme : Huldrad, nom de personne germanique, pourrait convenir, l'anthroponyme germanique Holdricus également.
Le nom de personne germanique Holdricus se perpétue dans le nom de famille Houdry, fréquent à l'est de Paris avant la Première Guerre mondiale et encore attesté dans le département de Meurthe-et-Moselle.

## Histoire
L'Antiquité
La cité romaine est un lieu commercial et militaire qui joue un rôle central dans la région du Saintois. La présence de fortifications, de tours de guet, de bornes militaires, de villa, de voies romaines a été mise en valeur par des recherches historiques et archéologiques (sur le seul territoire actuel de Houdreville). La période romaine se termine en 406, lorsque le village est détruit par les Mérovingiens. À l'époque la surface de Lutriaca recouvre les communes actuelles de Vézelise, Omelmont, Autrey-sur-Madon, Hammeville et Houdelmont.[réf. nécessaire]
Le Moyen Âge
Le village devient la propriété du comte de Vaudémont au XIIIe siècle. C'est à cette époque (1295) que l'on introduit la culture de la vigne à Houdreville qui viendra fournir par la suite les caves des ducs de Lorraine. Tout au long du Moyen Âge et de la Renaissance, Houdreville possède une place cardinale par rapport aux villages avoisinants comme en témoigne son église, qui fut longtemps la seule dans tout le Saintois à posséder trois clochers.
De la Renaissance à la Révolution Française
Houdreville comprendra une seigneurie de grande envergure qui deviendra même un marquisat. La famille d'Houdreville par mariage avec la famille de la Vallée étendra son influence et son territoire jusque dans les Vosges à Neufchâteau et laissera en héritage à la ville l'hôtel Renaissance de Houdreville, actuelle mairie, son escalier sculpté style Renaissance italienne, son puits et ses caves voûtées.
Le château de la Famille de la Vallée d'Houdreville datant du XVIe siècle reste un beau témoignage architectural de cette époque. Sous l'impulsion de ses propriétaires actuels, ses jardins ont retrouvé de leur superbe.
L'époque moderne et contemporaine
Pendant la Première Guerre mondiale, les habitants d'Houdreville voient les troupes commandées par le maréchal Pétain traverser leur commune à plusieurs reprises.
Lors de la Seconde Guerre mondiale, le village est envahi fin juin 1940 par l'armée allemande après un court siège.

## Politique et administration

### Liste des maires
| Période                                  | Période   | Identité          | Étiquette | Qualité                              |
| ---------------------------------------- | --------- | ----------------- | --------- | ------------------------------------ |
| Les données manquantes sont à compléter. |           |                   |           |                                      |
| mars 1971                                | juin 1995 | Emile Stref       |           | Agriculteur                          |
| juin 1995                                | 2014      | Michel Petitcolas |           | Agriculteur                          |
| mars 2014                                | mai 2020  | Jacques Marchal   |           | Cadre (entreprise publique)          |
| mai 2020                                 | En cours  | Bernard Peignier, |           | Agriculteur sur moyenne exploitation |

### Politique environnementale
- Depuis juillet 2010, une station d'épuration à filtration par roseaux équipe la commune.
- La redevance d'ordure ménagère (REOM), tarifiant le service d'enlèvement des ordures en fonction de la quantité de déchets rejetés, sera mise en place à Houdreville à partir du 1er janvier 2018[23].

### Jumelages
- Hannonville-sous-les-Côtes (Meuse).

## Population et société

### Démographie
L'évolution du nombre d'habitants est connue à travers les recensements de la population effectués dans la commune depuis 1793. Pour les communes de moins de 10 000 habitants, une enquête de recensement portant sur toute la population est réalisée tous les cinq ans, les populations de référence des années intermédiaires étant quant à elles estimées par interpolation ou extrapolation. Pour la commune, le premier recensement exhaustif entrant dans le cadre du nouveau dispositif a été réalisé en 2008.

En 2022, la commune comptait 399 habitants, en évolution de −9,32 % par rapport à 2016 (Meurthe-et-Moselle : −0,13 %, France hors Mayotte : +2,11 %).
| 1793 | 1800 | 1806 | 1821 | 1831 | 1836 | 1841 | 1846 | 1851 |
| ---- | ---- | ---- | ---- | ---- | ---- | ---- | ---- | ---- |
| 670  | 666  | 768  | 821  | 800  | 806  | 801  | 775  | 753  |

| 1856 | 1861 | 1872 | 1876 | 1881 | 1886 | 1891 | 1896 | 1901 |
| ---- | ---- | ---- | ---- | ---- | ---- | ---- | ---- | ---- |
| 745  | 708  | 652  | 667  | 635  | 614  | 597  | 563  | 546  |

| 1906 | 1911 | 1921 | 1926 | 1931 | 1936 | 1946 | 1954 | 1962 |
| ---- | ---- | ---- | ---- | ---- | ---- | ---- | ---- | ---- |
| 521  | 496  | 446  | 442  | 486  | 471  | 440  | 432  | 421  |

| 1968 | 1975 | 1982 | 1990 | 1999 | 2006 | 2008 | 2013 | 2018 |
| ---- | ---- | ---- | ---- | ---- | ---- | ---- | ---- | ---- |
| 424  | 383  | 332  | 364  | 363  | 420  | 436  | 440  | 411  |

| 2022 | - | - | - | - | - | - | - | - |
| ---- | - | - | - | - | - | - | - | - |
| 399  | - | - | - | - | - | - | - | - |

### Sports
- Terrains de tennis et sports de ballons, jeux d'enfants : route de Parey-Saint-Césaire.

## Économie

### Entreprises
- Quelques entreprises sont présentes dans la commune (plomberie, machines-outils, menuiserie, chauffage, transports en commun, vernissage), trois exploitations agricoles ainsi que plusieurs assistantes maternelles agréées.
- Certains marchands ambulants (boulangerie, pizzeria,...) s'arrêtent à Houdreville.

## Culture locale et patrimoine

### Lieux et monuments

#### Édifices civils
- Château du XVIe siècle (aujourd'hui demeure privée).
- Lavoir reconstruit à l'emplacement d'un autre qui existait déjà en 1811 sous le nom de la Grande Fontaine.
- Fontaine-abreuvoir des XIXe et XXe siècles.
- Monument aux morts.

#### Édifices religieux
- Église paroissiale Saint-Epvre construite en 1714, en remplacement d'une église romane dont il reste quelques vestiges dans un contrefort du chevet et dans la chapelle sud ; le chœur est du XVe siècle ainsi que la voûte de la chapelle nord ; d'importantes réparations ont été effectuées à la flèche en 1879.

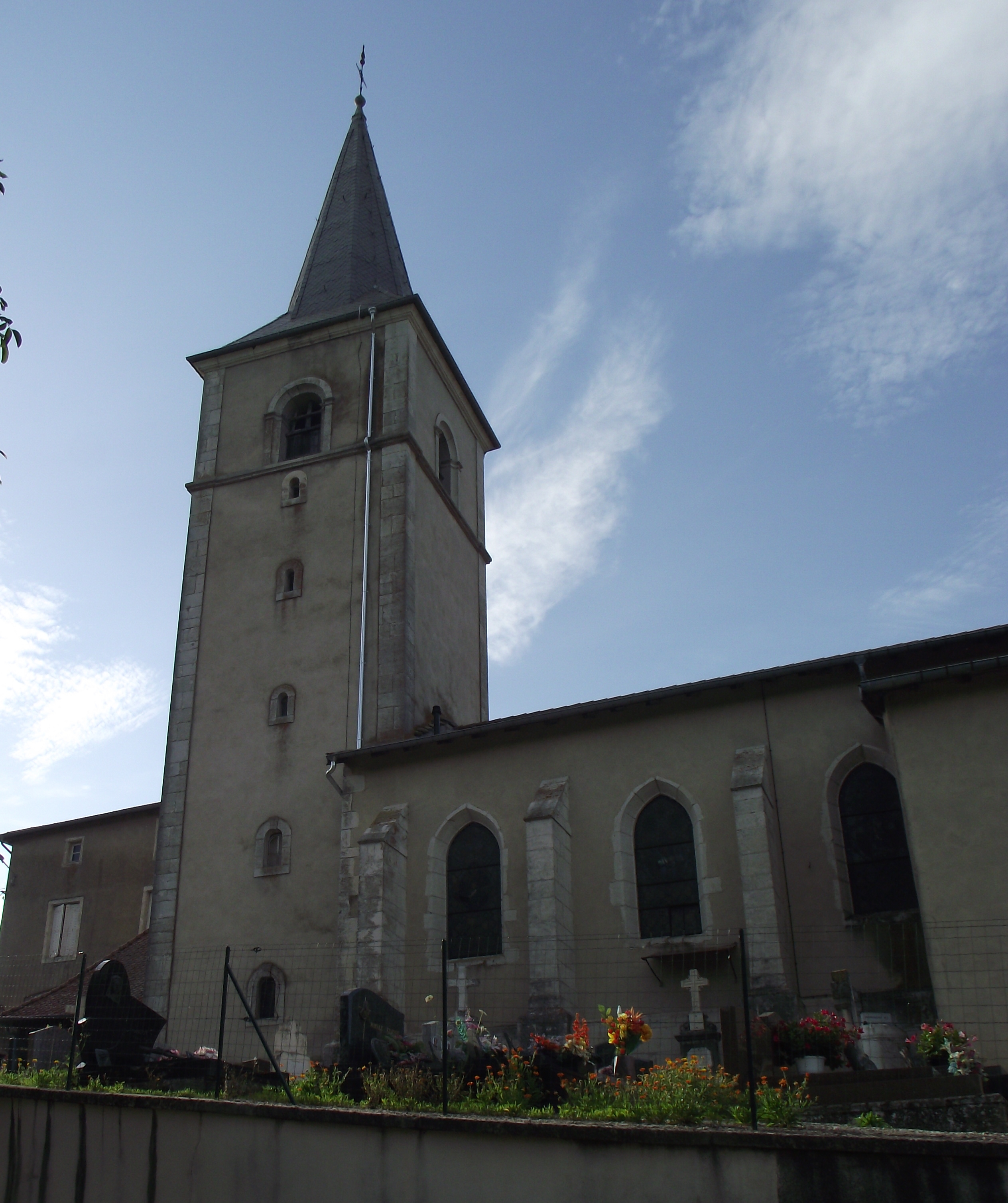
Église Saint-Epvre à Houdreville.
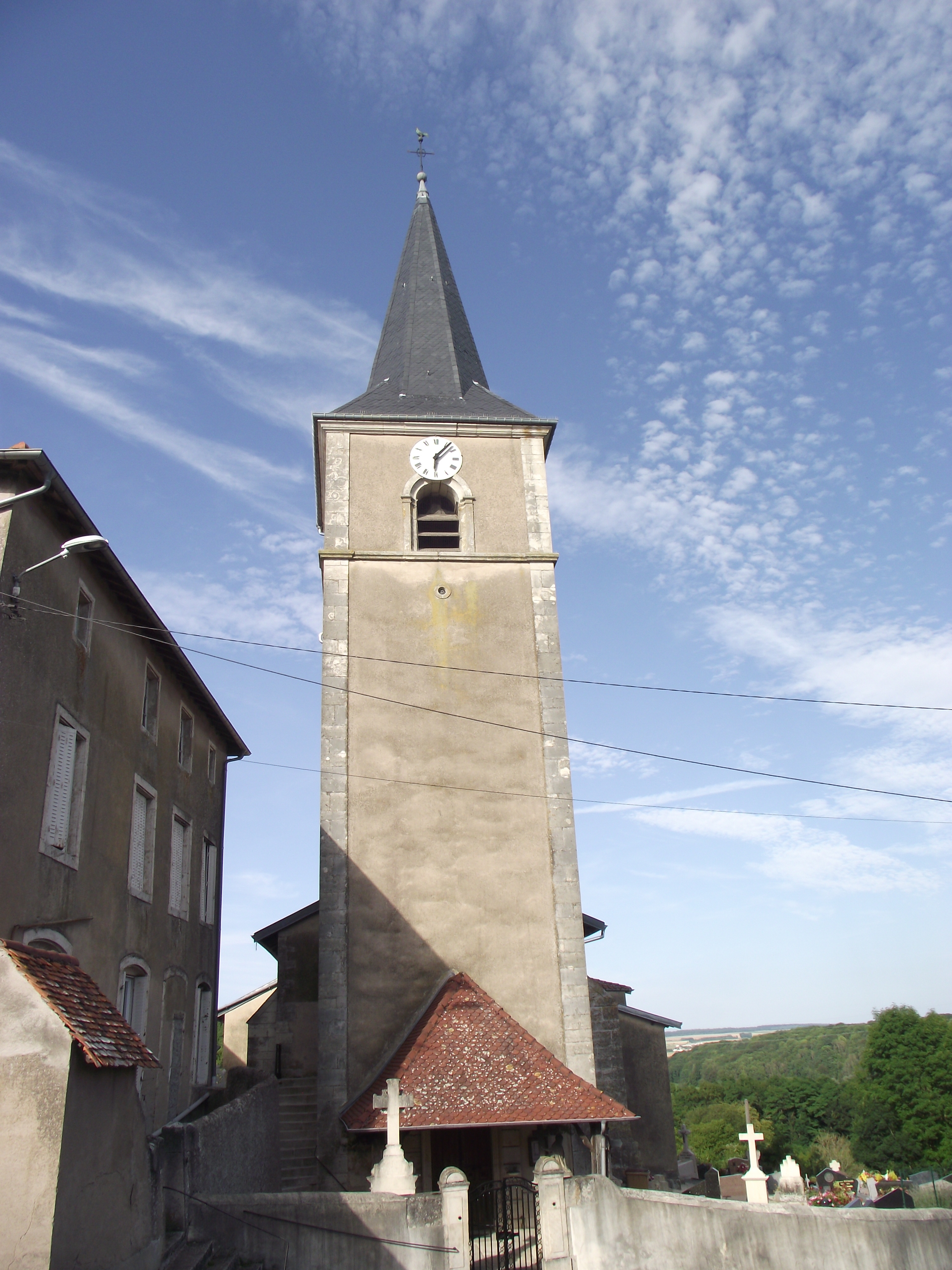
Église de Houdreville vue du porche.
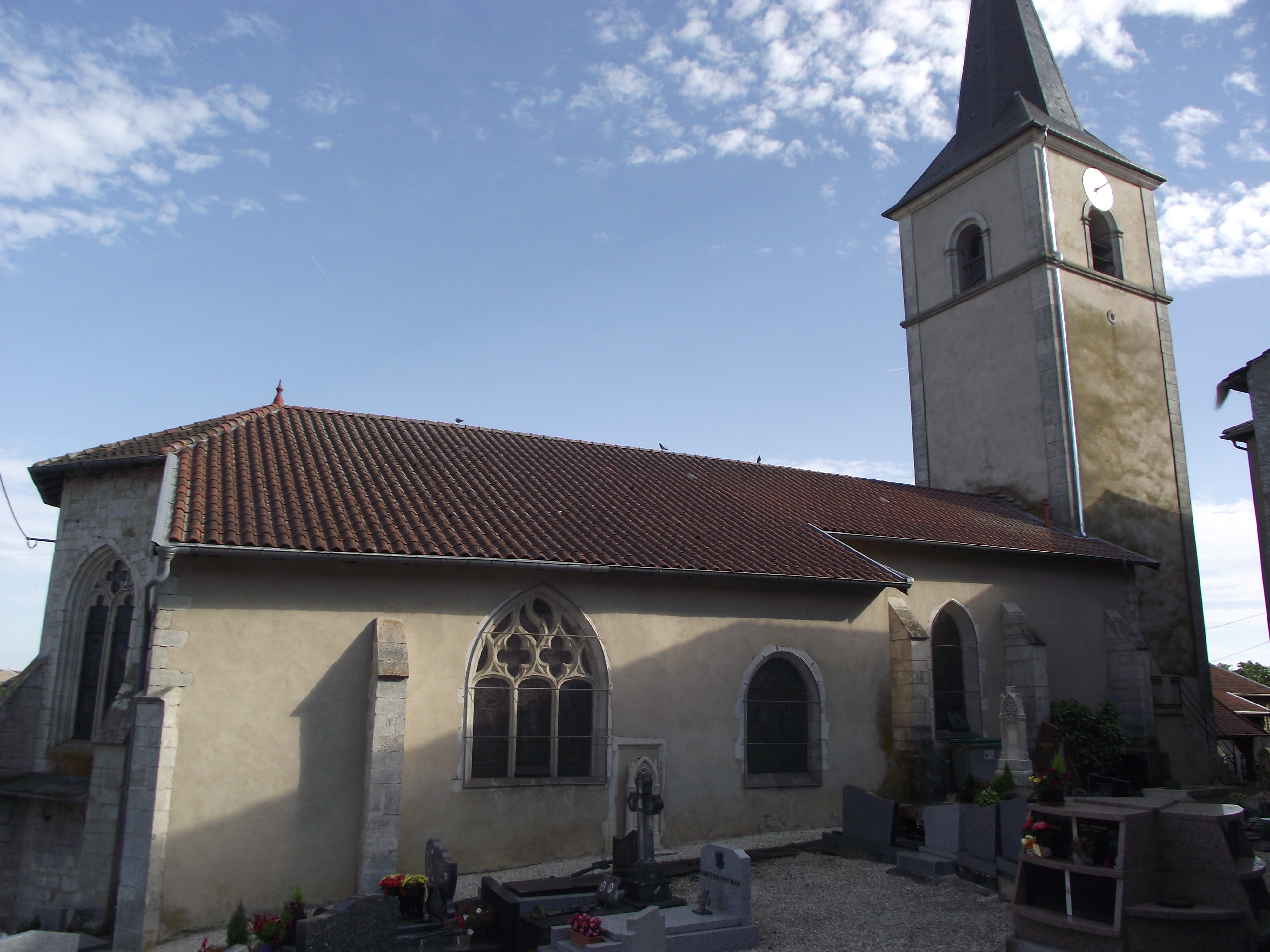
Église de Houdreville vue du côté gauche.

- Chapelle du Sacré-Cœur construite vers 1877-1879 par Victor Aubry, en l'honneur du Sacré-Cœur et en remerciement de la protection du village pendant la guerre de 1870. En remplacement d'une Vierge placée autrefois dans le tronc d'un poirier, en bordure de l'ancienne route de Nancy à Vézelise.
- Croix de la mission de 1824 et du jubilé de 1881 (Vierge à l'Enfant).
- Croix de chemin de la Grande Rue.

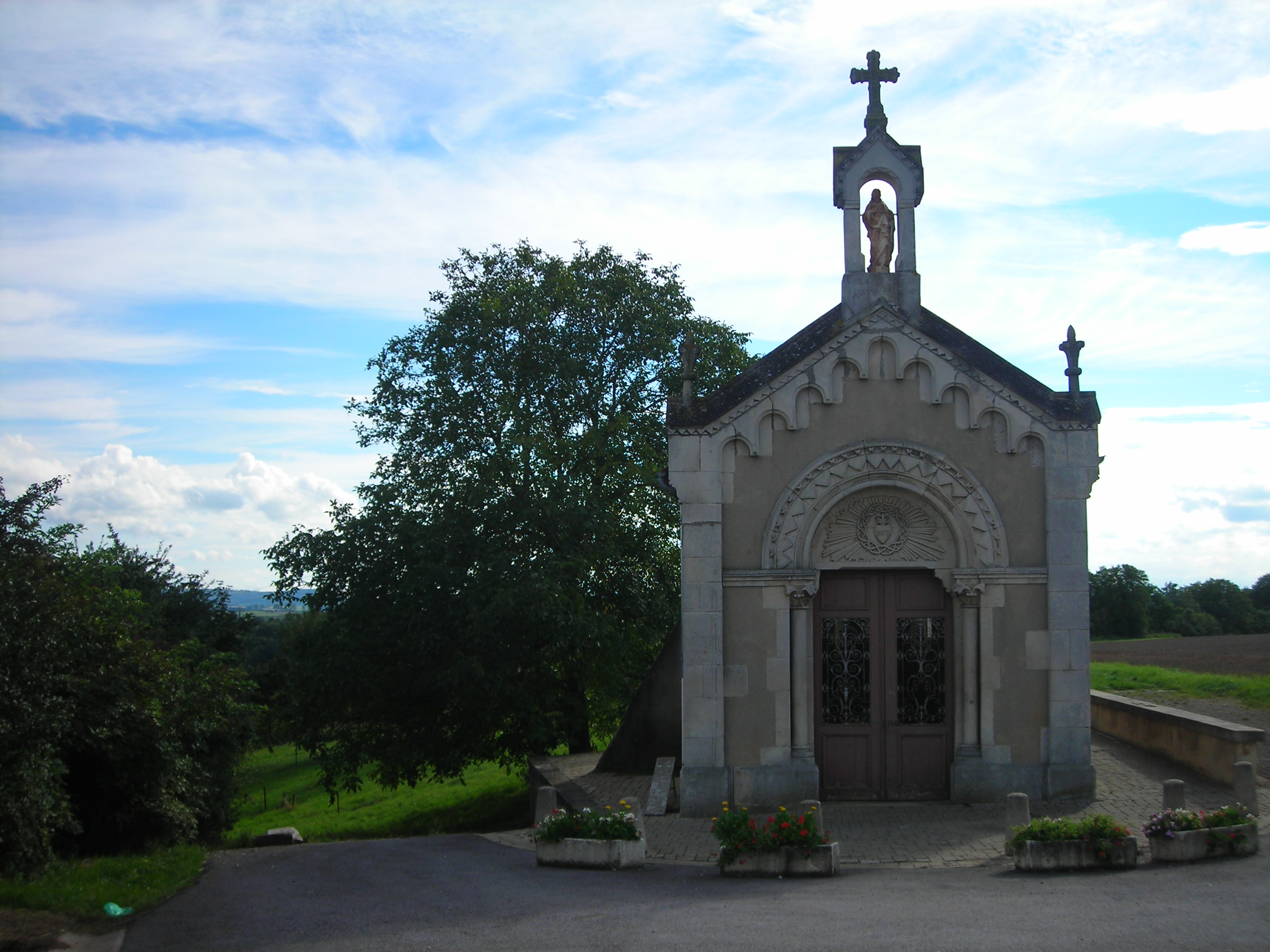
La chapelle du XIXe siècle.
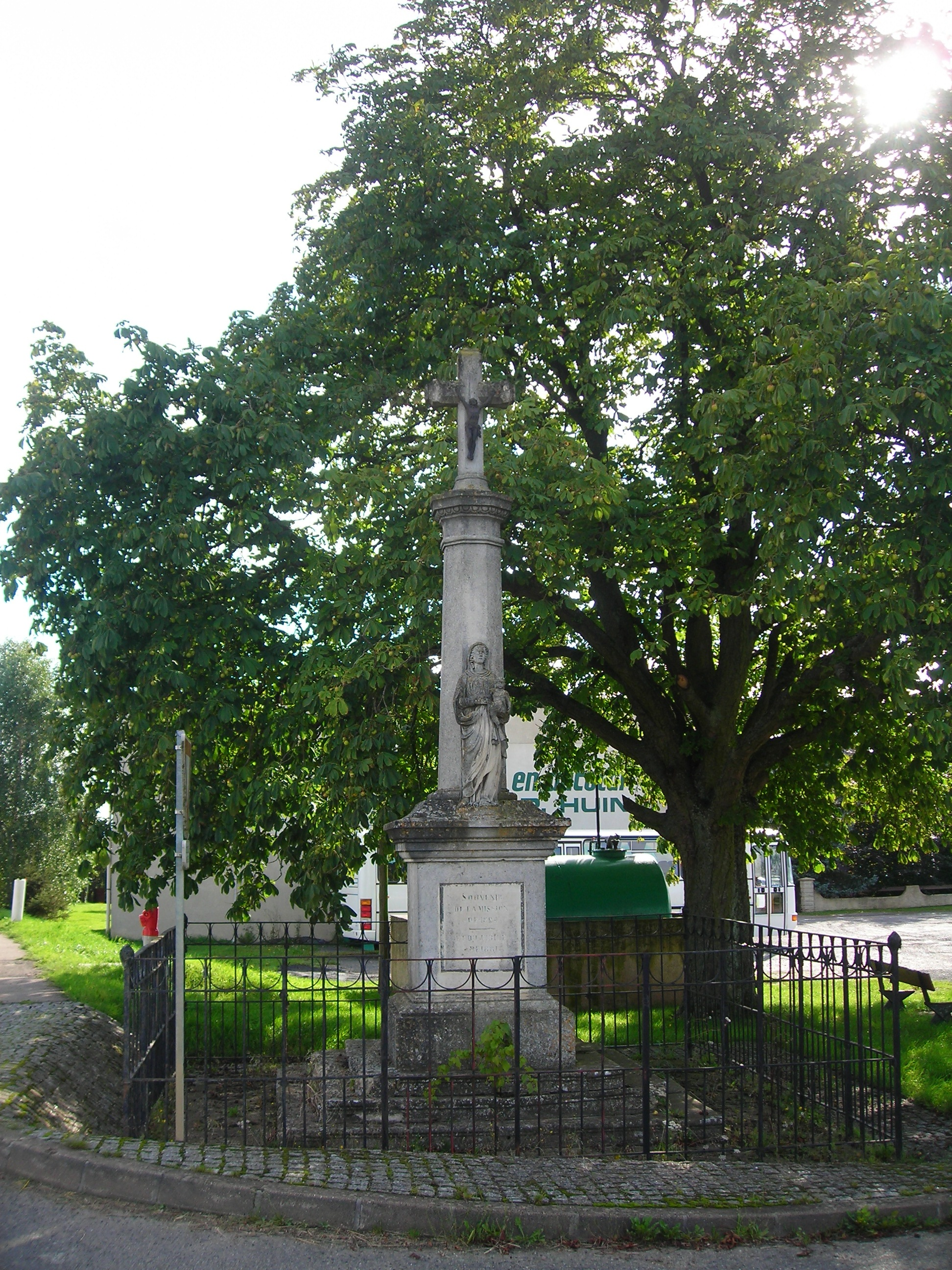
La croix de mission.
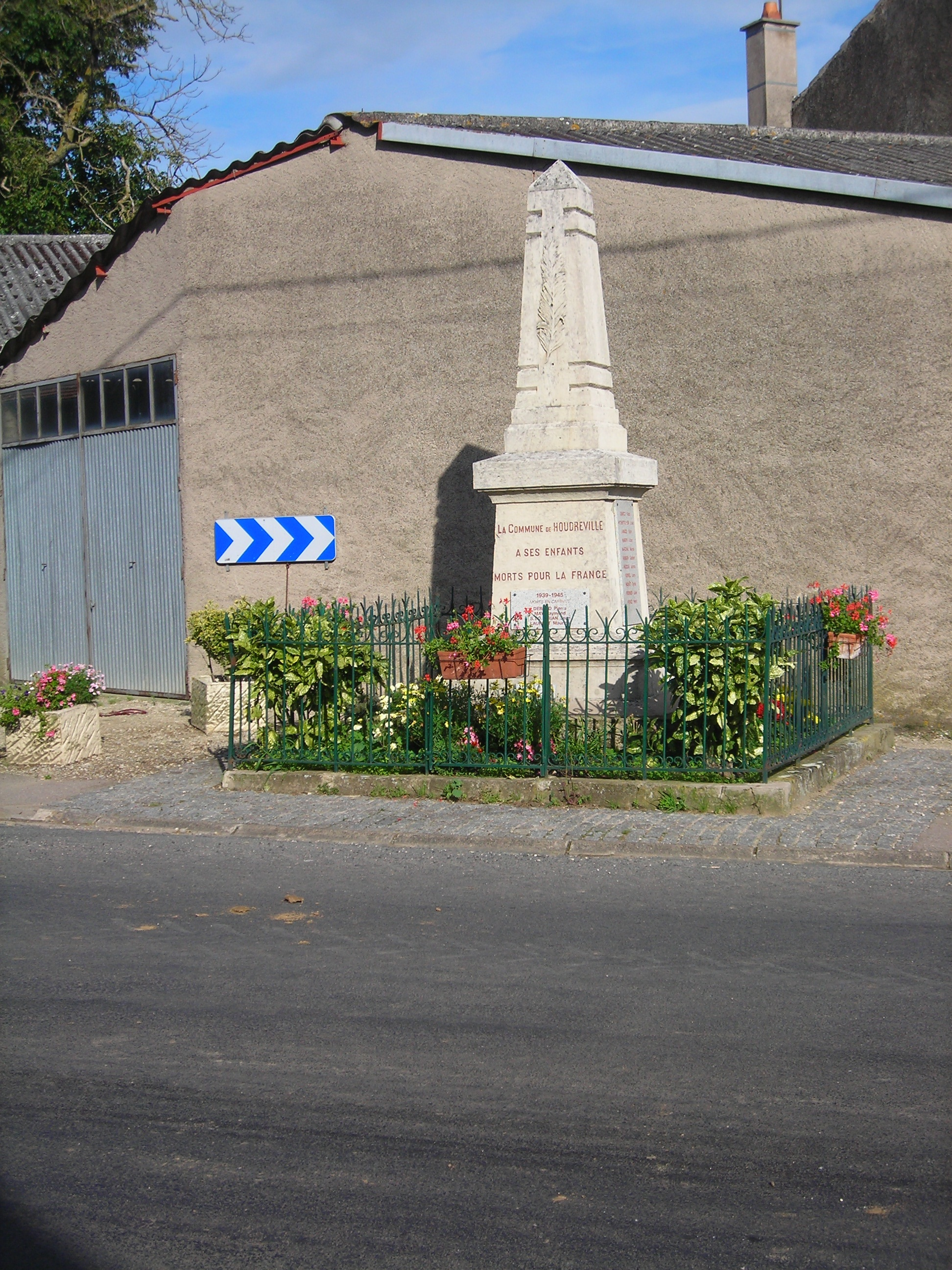
Le monument aux morts.

### Équipements culturels
- Salle des fêtes.

### Patrimoine naturel
- « La vigne des Ducs » : randonnée pédestre de onze kilomètres qui passe par le village, le bois de Serres, Vézelise et Omelmont pour finir par la traversée du Brénon. Elle est accessible aux VTT (balisage cercle jaune ; durée estimée : 2 heures 45).
- Le Tour équestre du Saintois traverse également la commune (rond orange).

### Personnalités liées à la commune
- François Cyrille Grand'Eury (1839-1917) : ancien élève et professeur de l'École des Mines de Saint-Étienne, auteur d'ouvrages de géologie.
- Michel Platini : ancien propriétaire d'une résidence dans la descente du Brénon[réf. nécessaire].

### Héraldique, logotype et devise
| Blason de Houdreville | Blason  | De sinople à l'étoile d'or accompagnée de trois gerbes de blé du même.                                                              |
| Blason de Houdreville | Détails | Ce sont les armes de Jean de Houdreville, seigneur du lieu, anobli au XVIe siècle. Le statut officiel du blason reste à déterminer. |